# Untermeitingen
Untermeitingen är en kommun och ort i Landkreis Augsburg i Regierungsbezirk Schwaben i förbundslandet Bayern i Tyskland.
Kommunen ingår i kommunalförbundet Lechfeld tillsammans med kommunen Klosterlechfeld.